# 安贝格-苏尔茨巴赫县
安贝格-苏尔茨巴赫县（德語：Landkreis Amberg-Sulzbach）是德国巴伐利亚州的一个县，隶属于上普法尔茨行政区，首府安贝格。
由於兩岸對於德國行政區「Landkreis」翻譯的不同，台灣稱為「郡」；中國大陸則稱為「县」。

## 地理
安贝格-苏尔茨巴赫县北面与拜罗伊特县和瓦尔德纳布河畔诺伊施塔特县，东面与施万多夫县，南面与诺伊马克特县，西面与纽伦堡县相邻，安贝格市被安贝格-苏尔茨巴赫县完全包围在内。